# Haroun Tazieff
Haroun Tazieff (11 de maio de 1914 em Varsóvia — 2 de fevereiro de 1998) foi um geólogo polonês naturalizado belga e francês. Relizou diversas pesquisas na área de vulcanologia.

## Obras
- Cratères en feu - éd. Arthaud, 1951.
- L'Eau et le Feu - éd. Arthaud, 1954.
- Les rendez-vous du diable illustrations de Jean Reschofsky - éd. Hachette, c.1961.
- Histoires de volcans, illustrations de Jean Lavachery - éd. Le Livre de poche, 1978.
- 15 aventures sous terre en collaboration avec Clément Borgal et Norbert Casteret, illustrations de Georges Pichard - éd. Gautier-Languereau, c.1970.
- L'Etna et les volcanologues éd. Arthaud, c.1971.
- Vingt-cinq ans sur les volcans du globe, dessins de Pierre Bichet,2 volumes - éd. Nathan, 1974-1975.
- L'odeur du soufre : expédition en Afar - éd. Stock, c.1975.
- Cordillères, séismes et volcans - éd. Laffont, c.1975, coll. Laffont des grands thèmes
- Niragongo, ou, Le volcan interdit illustrations de Pierre Bichet - éd. Flammarion, c1975.
- Le gouffre de la Pierre Saint-Martin - éd. Arthaud, 1952. Téléchargement gratuit : Association de recherches spéléologiques internationales de la Pierre Saint-Martin
- Jouer avec le feu, entretiens avec Jeau Lacouture et Marine Barrere, 1976
- Cratères en feu (IVe édition) - éd. Arthaud, 1978.
- Erebus, volcan antarctique - éd. Arthaud, c.1978.
- La Soufrière et autres volcans - éd. Flammarion, c.1978.
- Ouvrez donc les yeux : conversations sur quelques points brûlants d'actualité conversations avec Claude Mossé - éd. Laffont, c.1980.
- Ça sent le soufre en collaboration avec Claude Villers - éd. Nathan, c.1981.
- Les volcans et la dérive des continents - éd. Presses universitaires de France, 1984 (3e édition).
- Quand la terre tremble documentation Valérie Thomas, IIIe édition - éd. Fayard. 1986.
- La prévision des séismes - éd. Hachette, 1989.
- Le volcanisme et sa prévention, en collaboration avec Max Derruau - éd. Masson, 1990.
- Sur l'Etna IIIe édition avec la collaboration de Bernard Amy et Florence Trystram - éd. Flammarion, 1991.
- Les défis et la chance : ma vie - éd. Stock - L. Pernoud, c.1991-1992. - 2 volumes.
- La terre va-t-elle cesser de tourner? : pollutions réelles, pollutions imaginaires, II édition - éd. Seghers, 1992.
- Volcans - éd. Bordas, 1996.

## Filmografias
- Les Rendez-vous du Diable, 1958-1959.
- Le Volcan interdit, 1966
- La Terre, son visage de Jean-Luc Prévost - éd. Société nationale de télévision française, 1984, série Haroun Tazieff raconte sa terre, vol.1.
- La Mécanique de la Terre de Jean-Luc Prévost - éd. Société nationale de télévision française, 1984, série Haroun Tazieff raconte sa terre, vol.2.
- Les Colères de la Terre de Jean-Luc Prévost - éd. Société nationale de télévision française, 1984, série Haroun Tazieff raconte sa terre, vol.3.
- Les Déserts arides de glaces de Jean-Luc Prévost - éd. Société nationale de télévision française, 1984, série Haroun Tazieff raconte sa terre, vol.4.
- Les Eléments naturels qui façonnent le paysage de la Terre de Jean-Luc Prévost - éd. Société nationale de télévision française, série Haroun Tazieff raconte sa terre, vol.5.
- Haroun Tazieff et les volcans de Jean-Luc Prévost - éd. Société nationale de télévision française, 1984, 2 films, série Haroun Tazieff raconte sa terre, vol. 6 et 7.
- Volcans d'Europe et de France - éd. Radio-France, 1984, série Haroun Tazieff raconte sa terre, vol.8.
- Retour à Samarkand - 1991 (série télévisée)